# Ahmed Rahmani
Pour les articles homonymes, voir Rahmani.
Ahmed Rahmani, né le 28 mai 1985, est un footballeur marocain évoluant au poste de défenseur à Mouloudia d'Oujda.

## Biographie
Ahmed est un membre de la grande famille Rahmani présente principalement au Maroc.
Il a commencé son parcours professionnel avec Mouloudia d'Oujda en 2007, à 22 ans et, malgré la chute de son équipe en deuxième division, il fut transféré par le Raja Club Athletic de Casablanca en septembre 2012. Il joue avec les diables verts son premier match titulaire contre Bilbao Athletic en portant le numéro 4. Cependant, il n'a pas pu prendre sa place titulaire avec l'entraineur M'hamed Fakhir, en janvier 2014, car le Maghreb de Fes transfert le défenseur au mercato hivernal dans cette équipe.

## Carrière
- 2007-2012 :  Mouloudia d'Oujda
- 2012-jan. 2014 :  Raja de Casablanca
- jan. 2014-2015 :  Maghreb de Fes
- 2015-déc. 2015 :  Ittihad de Tanger
- depuis jan. 2016[1],[2] :  Mouloudia d'Oujda

## Palmarès
Raja de Casablanca
- Championnat du Maroc
  - Champion en 2013

- Coupe du Trône
  - Champion en 2012
  - Finaliste en 2013

- Coupe du monde des clubs
  - Finaliste en 2013